# Fred Esmelton
Fred Esmelton est un acteur américain d'origine australienne, né le 22 juin 1872 à Melbourne, mort le 23 octobre 1933 à Los Angeles (Californie).

## Filmographie
- 1923 : Solitude (Lonesome) de Paul Fejos
- 1924 : Conductor 1492 (en) de Frank Griffin et Charles Hines
- 1925 : La Dame de la nuit (Lady of the Night) de Monta Bell
- 1925 : Raffles (en) de King Baggot
- 1925 : Faut qu'ça gaze (California Straight Ahead) de Harry A. Pollard
- 1926 : Kid Boots de Frank Tuttle
- 1926 : La Conquête de Barbara Worth (The Winning of Barbara Worth) de Henry King
- 1927 : The Shield of Honor d'Emory Johnson
- 1931 : Née pour aimer (en) (Born To Love) de Paul L. Stein